# Hemaris diffinis
Hemaris diffinis är en fjärilsart som beskrevs av Jean Baptiste Boisduval 1836. Hemaris diffinis ingår i släktet Hemaris och familjen svärmare. Inga underarter finns listade i The Global Lepidoptera Names Index (LepIndex), Natural History Museum

## Bildgalleri

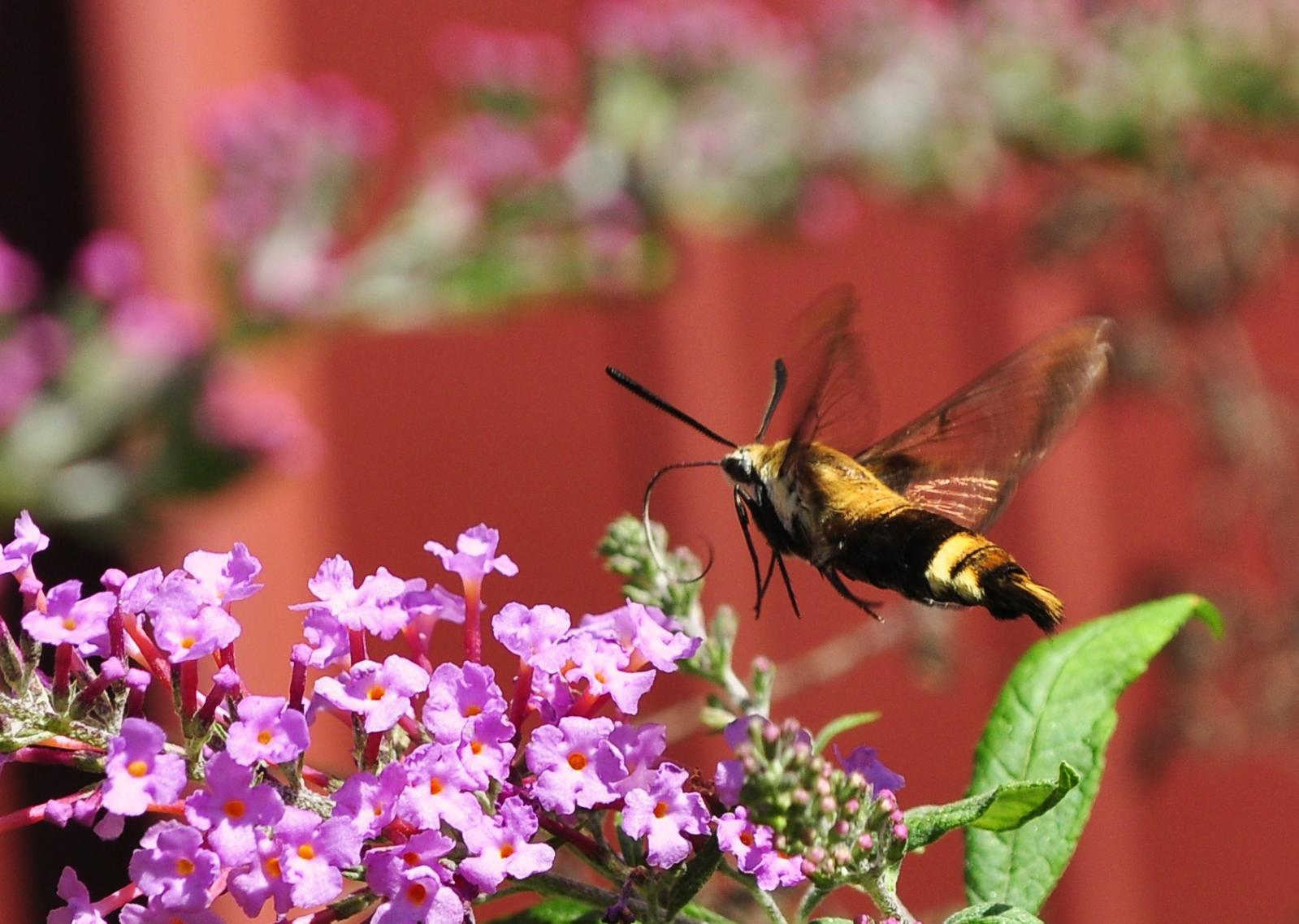
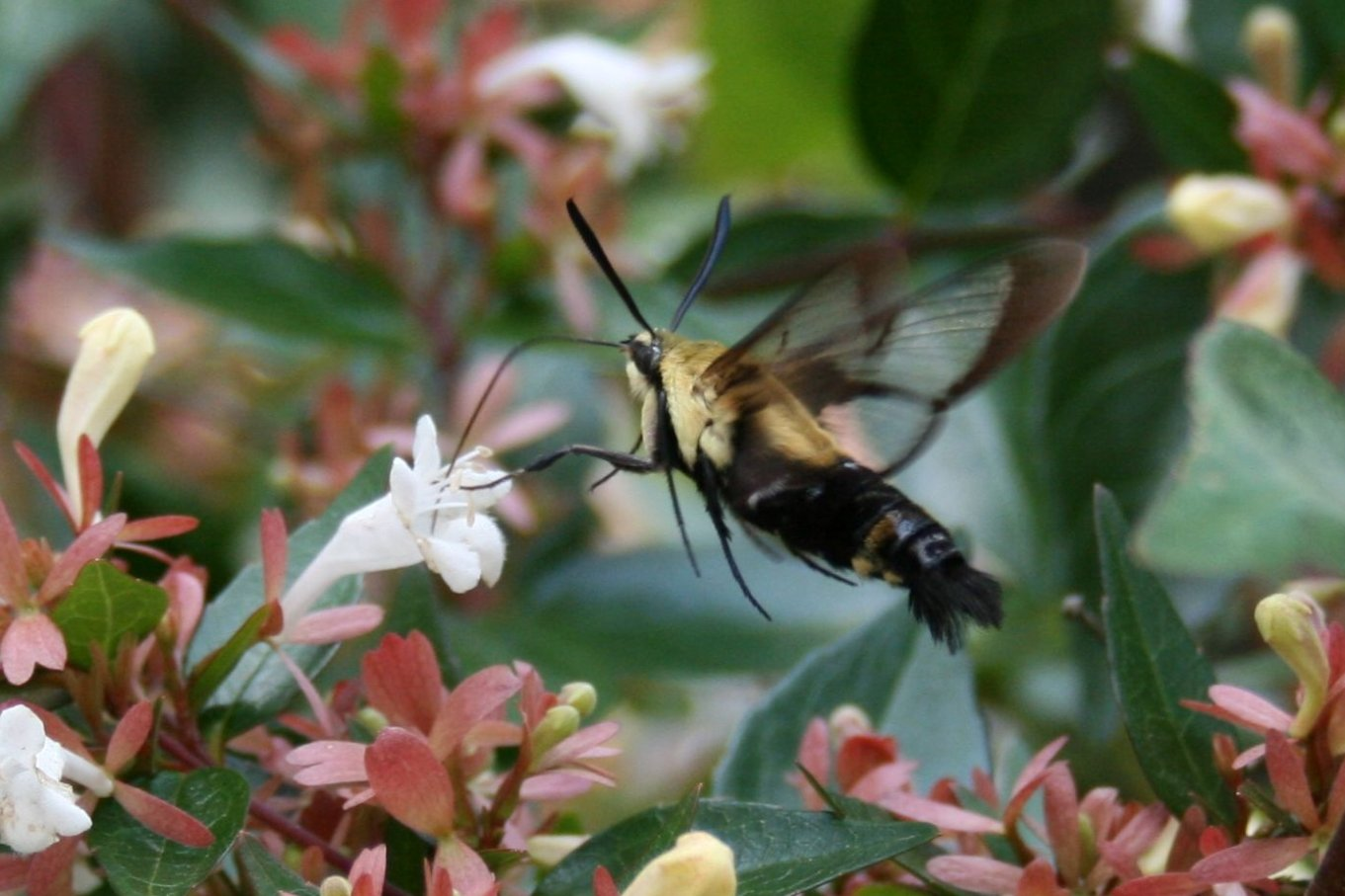
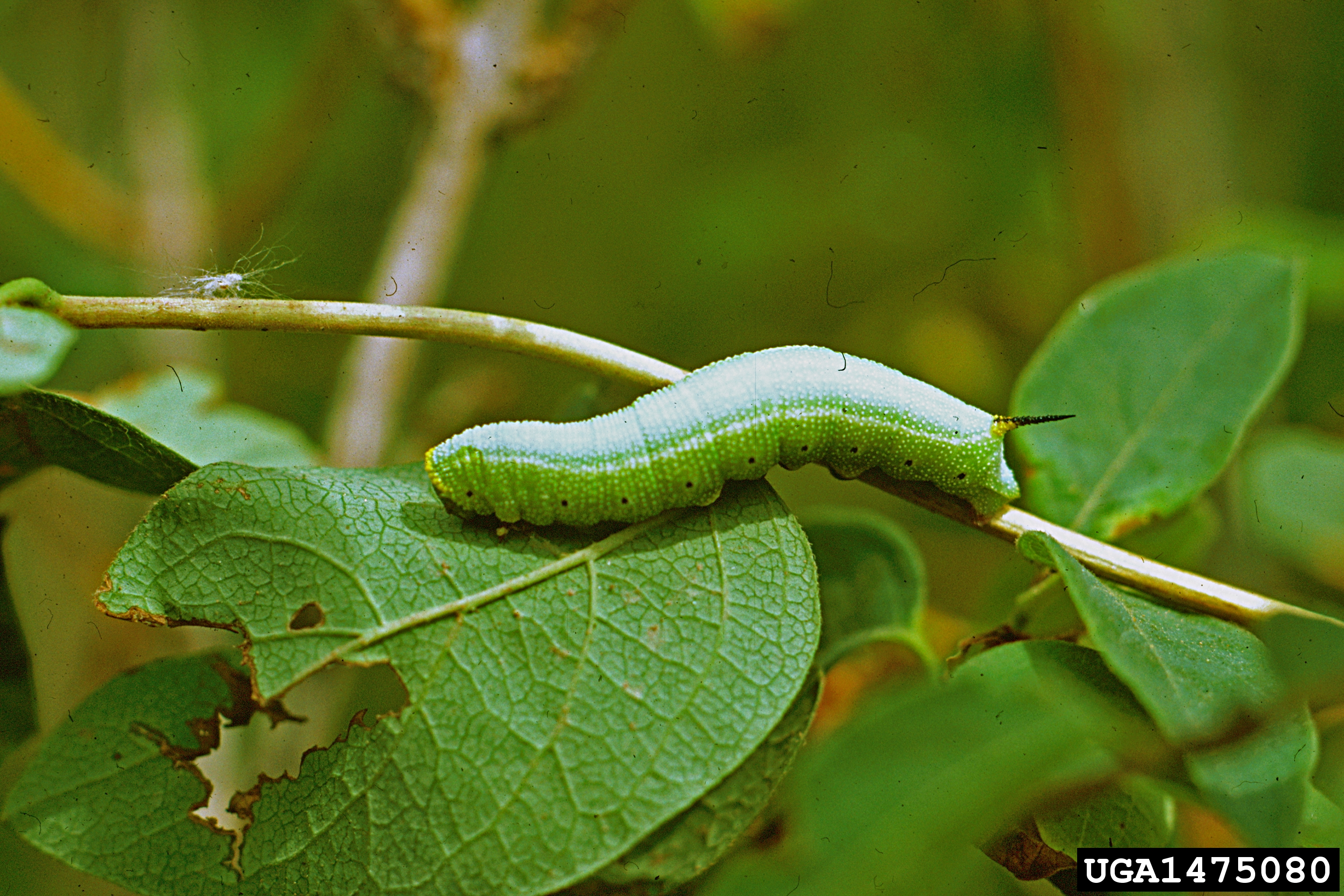
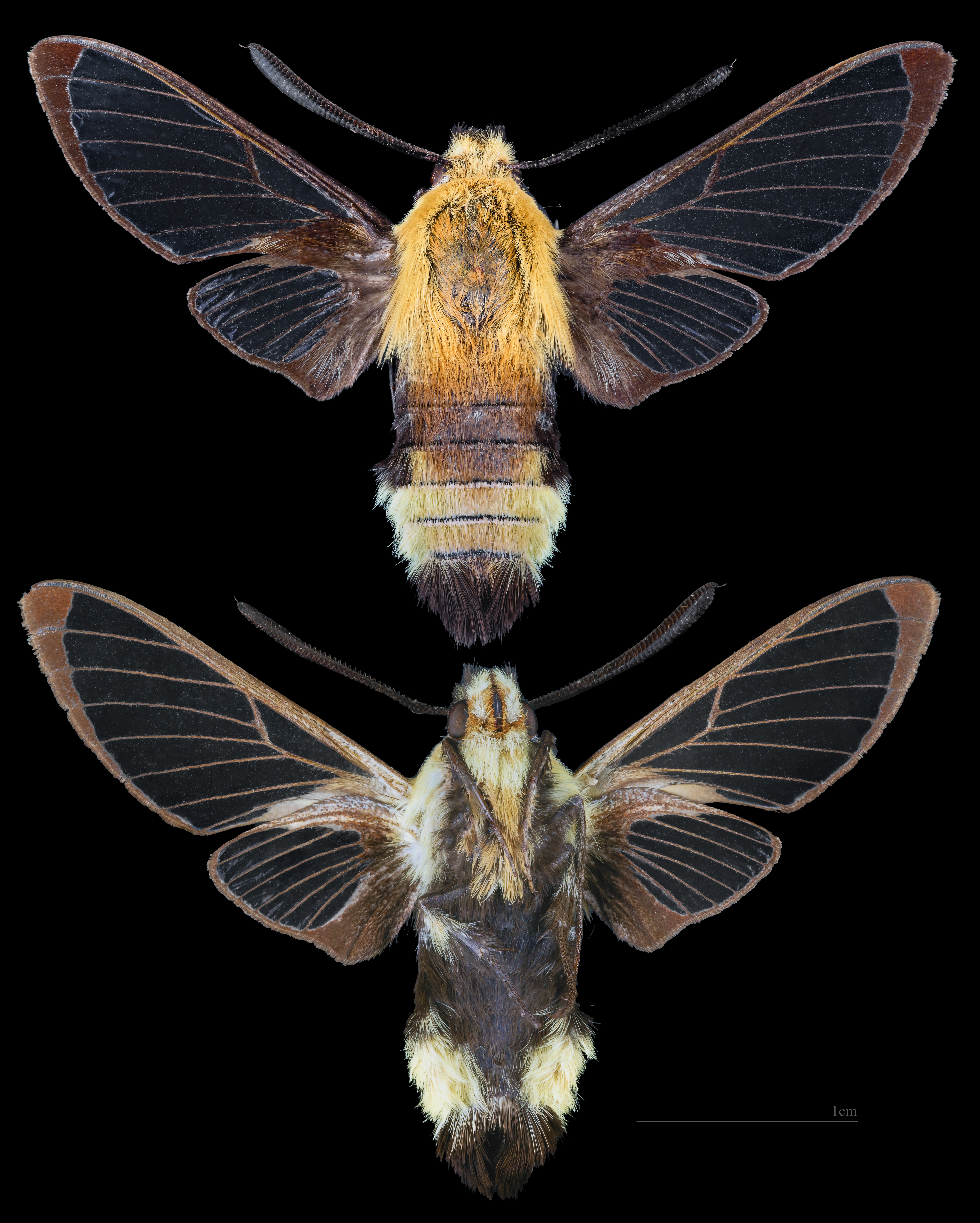
♂
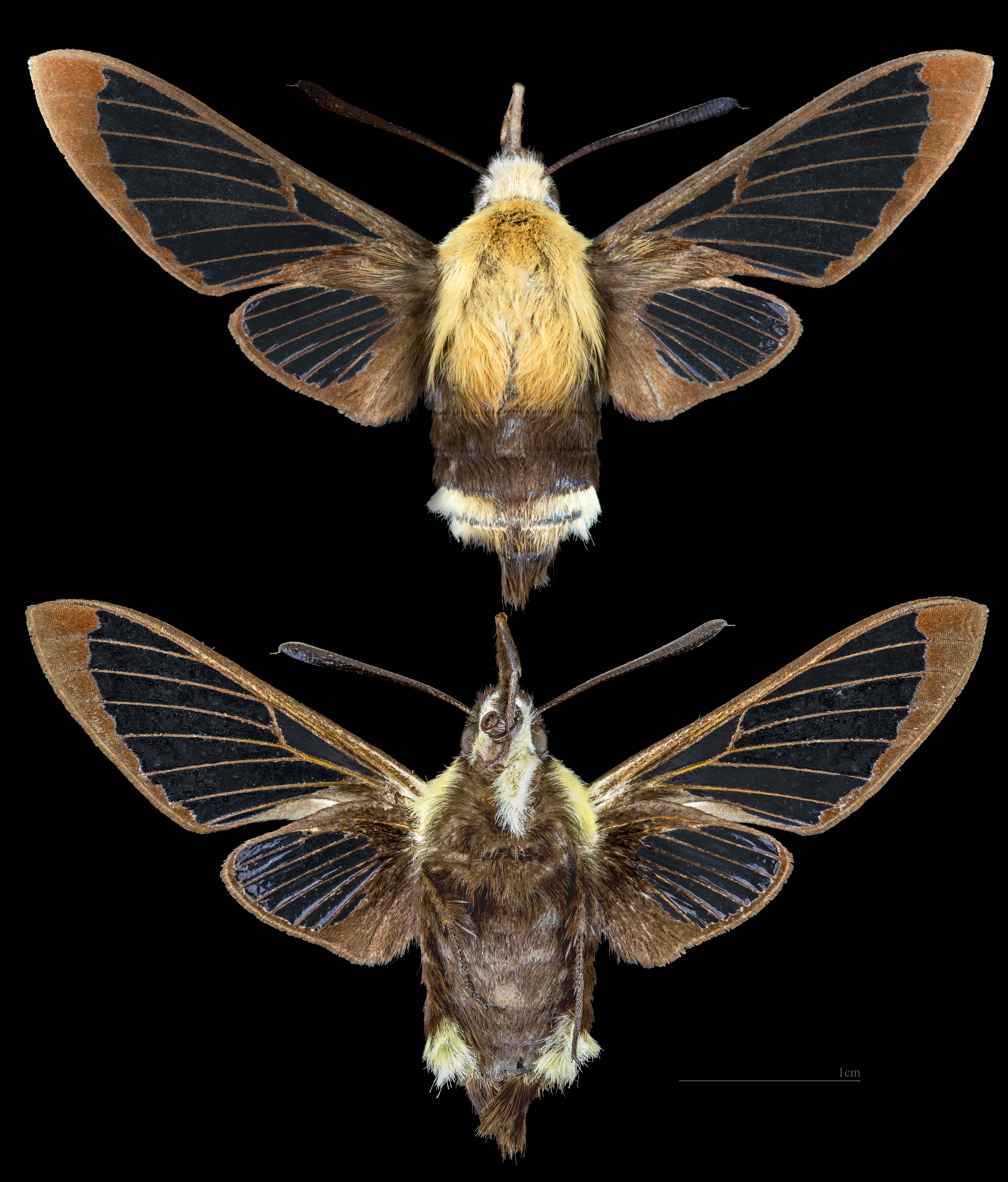
♀
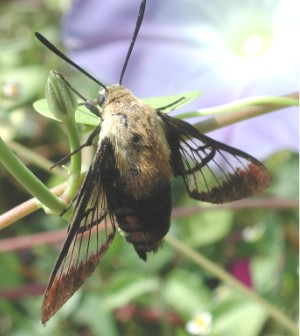